# Polens nationella parti
Polens nationella parti (polska: Stronnictwo Narodowe, SN) var ett politiskt parti som bildades i den andra polska republiken, i oktober 1928. Partiet utgjorde den parlamentariska grenen av den nationalistiska och antisemitiska politiska rörelsen Nationell demokrati. Under mellankrigstiden var SN Polens största politiska parti med över 200 000 medlemmar. 1934 bröt sig en radikal fraktion ur partiet för att grunda en ny organisation under namnet National-radikala lägret. 

## Andra världskriget
Partiets ordinarie verksamhet i Polen upphörde med den tyska invasionen i september 1939, emellertid låg partiet till grund för en nationalistisk motståndsrörelse med namnet Nationella militära organisationen (NOW) och senare Nationella stridskrafterna (NSZ). Dessa var såväl antinazistiska som antikommunistiska, och vände under krigets slutskede sina vapen mot Röda armén. Under kommunisttiden förbjöds partiet men fortsatte att existera fram till 1947 på polsk mark och till långt senare bland exilpolacker, framför allt i London.

## Efter kalla kriget
1989 återintroducerades SN på polsk mark av Maciej Giertych, vars far hade varit en framträdande gestalt inom det ursprungliga partiet, samt Jan Ostoj Matłachowski, Leon Mirecki, Boguslaw Jeznach, Boguslaw Rybicki och andra. Partiet registrerades hos valmyndigheterna den  21 augusti 1990. I parlamentsvalet den 27 oktober 1991 fick SN 74 082 röster (0,66%). 2001 gick partiet upp i Polska familjeförbundet, där Giertychs son Roman senare blev partiledare.